# Аватський сільський округ (Єнбекшиказахський район)
Ава́тський сільський округ (каз. Ават ауылдық округі, рос. Аватский сельский округ) — адміністративна одиниця у складі Єнбекшиказахського району Алматинської області Казахстану. Адміністративний центр — село Ават.
Населення — 4314 осіб (2021; 5670 у 2009, 3811 у 1999, 3550 у 1989).
Станом на 1989 рік існувала Аватська сільська рада (село Ават).